# Талица (Республика Алтай)
Талица (алт. Айты-Коол) — село в Усть-Канском районе Республики Алтай России. Входит в состав Талицкого сельского поселения.

## География
Расположено в горно-степной зоне западной части Республики Алтай и находится у реки Талица, в месте впадения руч. Подъемный. В полукилометре к западу село Усть-Кумир.
Уличная сеть состоит из трёх географических объектов:Береговой пер., ул. Ленинская и ул. Партизанская.
Абсолютная высота 746 метров выше уровня моря
.

## Население
| 2010 | 2011 | 2012 | 2013 | 2014 | 2015 |
| ---- | ---- | ---- | ---- | ---- | ---- |
| 125  | →125 | ↘122 | ↘116 | ↗117 | ↘110 |
| 2016 |      |      |      |      |      |
| ↗111 |      |      |      |      |      |

Национальный состав
Согласно результатам переписи 2002 года, в национальной структуре населения русские составляли 97 % от общей численности населения в 136 жителей

## Инфраструктура
Социальные объекты находятся в центре сельсовета, расположенного в 0,5 км. к западу: МБОУ «Усть-Кумирская СОШ», СП «Усть-Кумирский детский сад», почтамт.
Сельское хозяйство. Животноводство. Личное подсобное хозяйство.

## Транспорт
Находится на автодороге регионального значения «Усть-Кумир — Санаровка» (идентификационный номер 84К-113) протяженностью 8,7 км. (Постановление Правительства Республики Алтай от 12.04.2018 N 107 «Об утверждении Перечня автомобильных дорог общего пользования регионального значения Республики Алтай и признании утратившими силу некоторых постановлений Правительства Республики Алтай»).